# Тахир Ага Тузджуоглу
Тахир Ага Тузджуоглу (тур. Tahir Ağa Tuzcuoğlu) — османский региональный лидер, деребей Ризе, Офа и Сюрмене, сын и преемник Мемиша Аги Тузджуоглу. Он возглавил восстание против османской власти в 1833 году, пытаясь восстановить автономию деребеев в восточном Причерноморье, но его попытка завершилась поражением.

## Восстание 1833 года
После казни его отца, Мемиша Аги Тузджуоглу, в 1817 году османские власти продолжили политику централизации, ликвидируя власть местных деребеев. Однако в 1833 году Тахир Ага Тузджуоглу попытался вернуть контроль над регионами, ранее находившимися под управлением его семьи. Он собрал армию численностью около 12 000 человек из Ризе, Офа и Сюрмене, воспользовавшись недовольством местных элит политикой османской администрации. В его армию вошли как местные ополченцы, так и профессиональные наёмники. Среди его союзников были Мустафа Ага из Хопы и Аслан-бей из Батуми.
Тахир Ага успешно изгнал османского губернатора Османа Пашу Хазинедароглу из Трабзона, временно восстановив власть деребеев в регионе. Захватив город, он разослал сообщения местным общинам, заверяя их в безопасности и предлагая союз. Он также обратился к османскому двору, требуя признания своего статуса и назначения его губернатором Ризе, Офа и Сюрмене. Первоначально двор согласился на эти условия, но вскоре изменил свою позицию. Позднее в том же году Осман Паша вернулся и назначил своего союзника Османа Агу Шатырооглу губернатором Сюрмене, чтобы подорвать позиции Тузджуоглу.
В 1834 году османские войска, насчитывавшие более 15 000 солдат, атаковали крепости и поселения Тузджуоглу. Войска Османа Паши разорили регион, уничтожили дома, магазины и запасы продовольствия, вынудив население отказаться от поддержки восставших. Братья Тахира Аги были схвачены и казнены, а сам он был вынужден искать убежище. В конечном итоге Тахир Ага и один из его братьев были схвачены и сосланы в Варну.

## Наследие
Тахир Ага Тузджуоглу стал последним представителем семьи, который попытался восстановить власть деребеев в восточном Причерноморье. После его поражения регион окончательно перешёл под контроль османской бюрократии, а деребейская система была полностью ликвидирована. Тем не менее, потомки Тузджуоглу продолжили играть важную роль в местном управлении, интегрировавшись в османскую административную систему.